# Open Mic

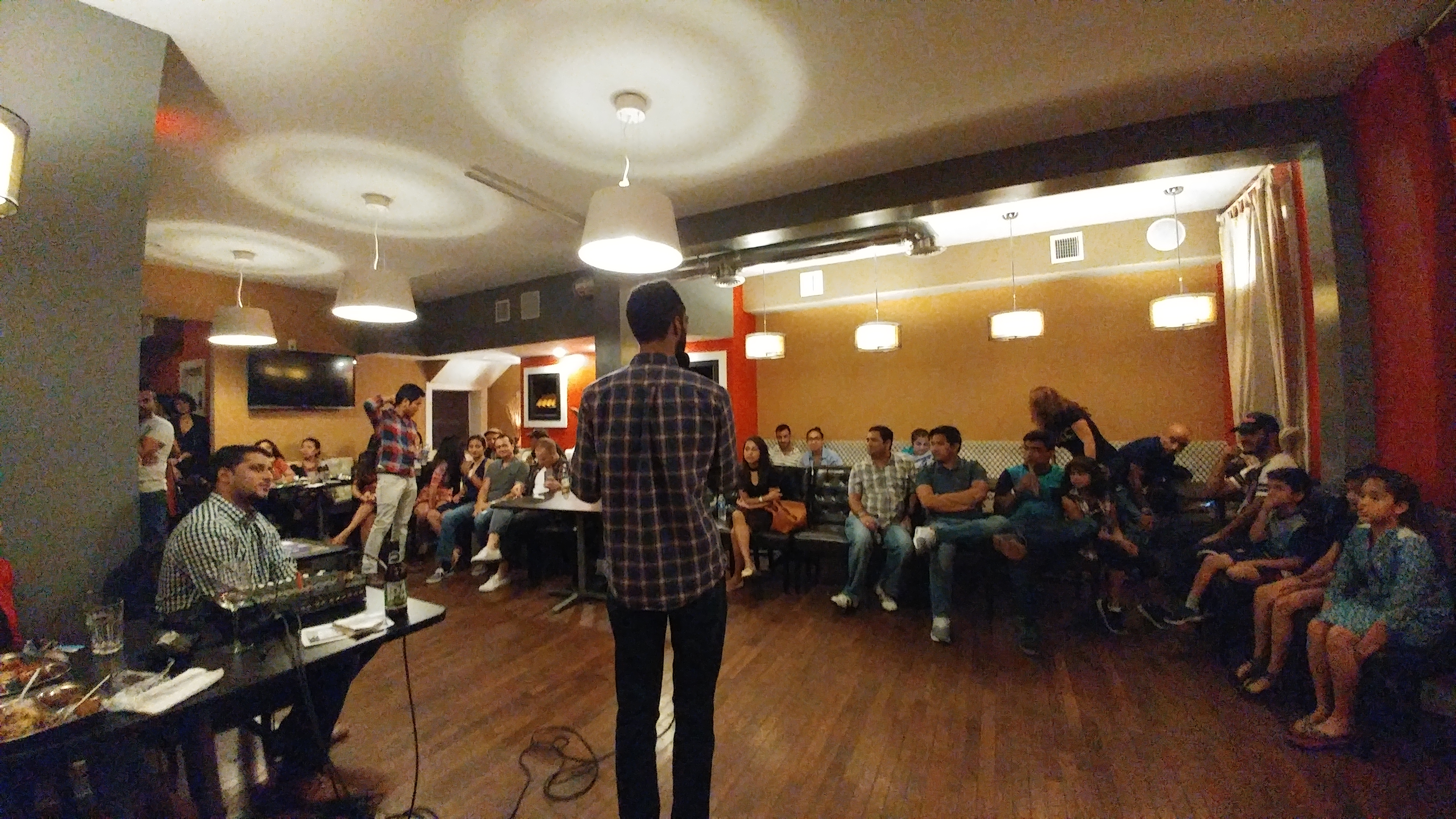
Open Mic, September 2017

Open Mic (englisch open mic; wörtlich übersetzt offenes Mikro[fon]) nennt man das Zusammenkommen mehrerer Personen, die sich zum Beispiel in Bars, Cafés oder auf Veranstaltungen treffen, um ihre Werke einer Zuhörerschaft vorzustellen.
Die Laien-Autoren oder -Musiker tragen in der Regel selbst verfasste Texte oder Musikstücke vor. Ungeschriebene Regeln sind: ein Zeitlimit (um die zehn Minuten), keine rassistischen, diskriminierenden, geschmacklosen, sexistischen oder beleidigenden Texte. Nach dem Vortrag kann sich das Publikum zu den Werken äußern. Es gibt aber keine „Pflichtbewertung“ wie bei der reglementierten Variante, dem Poetry Slam. Open Mics gibt es in vielen Städten als regelmäßig stattfindende Veranstaltungen.
Der deutsche Begriff für „Open Mic“ ist die Offene Bühne.